# Pred da se razdeni
Singles représentant la Macédoine au Concours Eurovision de la chanson
Crno i belo
(2012)
Pred da se razdeni (en français, « Avant l'aurore ») est une chanson de la chanteuse rom macédonienne Esma Redžepova et du chanteur macédonien Vlatko Lozanoski. Elle a été écrite par Darko Dimitrov, Lazar Cvetkoski, Simeon Atanasov et Magdalena Cvetkoska et est surtout connue pour être la chanson qui représente la Macédoine au Concours Eurovision de la chanson 2013 qui a lieu à Malmö en Suède. La chanson fut en compétition lors de la deuxième demi-finale le 16 mai 2013 mais n'a obtenu de pas de place en finale en finissant à la 16e place avec 28 points.